# Салойо
Салойо (порт. Saloio) — сорт португальського сиру, який виробляють в області Понте-ду-Рол, розташованої в 50 км на північ від Лісабона. Його виготовляють з овечого молока без солі. Зазвичай цей твердий сир подають у вигляді невеликих циліндрів шириною 5 см і висотою 6 см.
Інше значення салойо — це особи, які проживають за межами великих міст, чия поведінка розглядається як нецивілізована, дурнувата, і тому часто знаходиться під наглядом міської влади. Спочатку цей термін застосовували для тих, хто проживав в сільських районах, прилеглих до столиці Португалії, Лісабона.